# 羅惟垣
羅惟垣（1531年—1583年），字少辰，號三江，四川嘉定州竈籍。

## 生平
治《易經》，七月二十四日生，行三，由州學生中式四川鄉試第三十二名舉人，年三十五歲中式嘉靖四十四年（1565年）乙丑科會試第二百三十一名，第三甲第一百九十九名進士。户部观政，隆慶三年（1569年）二月授户部主事，五年十一月升郎中，万历三年（1575年）三月復除本部，八月差仪真儧運，五年四月升西安知府，九年五月升陕西副使，十一年十月卒。

## 家族
曾祖羅厚，封經歷；祖羅仕用；父羅綬，典史贈郎中；母劉氏，贈宜人；繼母葛氏；繼母陳氏。嚴侍下，妻任氏，繼妻陳氏；兄惟和；惟順，弟惟翰。